# Gaston Bertrand
Gaston Bertrand (* 2. September 1910 in Wonck, Belgien; † 20. Februar 1994 in Brüssel, Belgien) war ein belgischer Maler.
Gaston Bertrand war ein wichtiger Vertreter der Modernen Kunst und Abstrakten Malerei Belgiens nach dem Zweiten Weltkrieg mit internationalem Rang.
Er studierte Kunst an der Académies des Beaux-arts de Bruxelles in Saint-Josse-ten-Noode (Brüssel).
Bertrand war Gründer der Künstlergruppen La Route Libre im Jahr 1939 und Apport im Jahr 1941.
Im Jahr 1945 gründete er zusammen mit den Künstlern Jan Cox, Louis Van Lint, Anne Bonnet, Marc Mendelson, James Ensor und anderen die Stiftung La Jeune Peinture Belge (oder: Jonge Belgische Schilderkunst), die die Aufgabe hatte, jungen belgischen Künstlern die Teilnahme an wichtigen Ausstellungen im In- und Ausland zu ermöglichen. So wurden Ausstellungen (unter anderem) in: Amsterdam, Bordeaux, Brüssel, Stockholm, und Zürich organisiert.
Zu Beginn seiner künstlerischen Tätigkeit malte Gaston Bertrand vorwiegend Stadtansichten, Landschaftsbilder, Porträts und Ähnliches. Seine Malerei war gegenständlich im expressionistischen Stil. Ende der 1940er Jahre wurde seine Kunst abstrakter und beinhaltete geometrische Formen. Zu seinem Werk gehören auch Aquarelle, Kupferstiche und Tuschezeichnungen.
Seien Bilder gehören zu den Sammlungen (unter anderem) vom Museum voor Moderne Kunst in Oostende, zum Königlichen Museum der schönen Künste in Brüssel und Antwerpen, zum Stedelijk Museum voor Actuele Kunst (S.M.A.K.) in Gent und Musée de l’Art Wallon Luik.
Bertrand hatte sein Atelier in Uccle bei Brüssel. Er war im Jahr 1959 Teilnehmer der documenta II in Kassel. 1969 wurde er zum Mitglied der Königlichen Akademie der Wissenschaften und Schönen Künste von Belgien gewählt.
Er starb am 20. Februar 1994 mit 83 Jahren in Brüssel.